# Улица Розы Люксембург (Донецк)
Улица Розы Люксембург — одна из главных улиц города Донецка. Расположена между проспектом Панфилова и Комсомольским проспектом.

## История
Улица названа в честь одной из основательниц Коммунистической партии Германии Розы Люксембург (1871—1919).

## Описание
Улица Розы Люксембург начинается в Ворошиловском районе, от Комсомольского проспекта и заканчивается в Киевском районе после проспекта Панфилова. Протянулась с юга на север. Длина улицы составляет около четырех километров.